# Socializacija
Socializacija je zapleten proces, v katerih se ljudje prilagajamo družbi, živimo, se vključujemo v družbo in prejemamo njeno kulturo.
Primarna socializacija navadno poteka v okviru družine. Z odzivanjem na odobravanje ali neodobravanje svojih staršev in posnemanje njihovega zgleda, se otrok uči mnogih vedenjskih vzorcev, uči se tudi jezika svoje družbe.V procesu primarne socializacije se posamezniki naučijo, kakšno mesto zavzemajo v družbi, na primer dečki se naučijo, kako se obnašajo očetje,  bratje, prijatelji. V tem času prevzamemo tudi norme, ki jih neka določena družba sprejema. Primarna socializacija vpliva tudi na oblikovanje osebnosti. Čeprav je precejšni del naše osebnosti odvisen od tega, kakšne gene smo podedovali, nas socializacija usmerja v tem, v kaj verjamemo in skozi niz izkušenj skuša oblikovati naše obnašanje. To je zelo verjetno tudi eden izmed glavnih razlogov za razlike med različnimi tipi posameznika v različnih družbah. Primarna socializacija poteka celo življenje.
Sekundarna socializacija: Vsakič, ko pridemo v novo skupino ljudi, se moramo ponovno socializirati - se pravi prevzeti norme neke nove skupine, v katero smo prišli. To se dogaja na primer, ko nastopimo novo službo.
Kako so otroci socializirani:  Socializacija je proces učenja, ki se prične kmalu po rojstvu. V zgodnjem otroštvu je proces socializacije najbolj intenziven. V tem času se naučimo osnov naše kulture in jezika. V tem času se tudi oblikuje večji del naše osebnosti. Proces socializacije pa se nadaljuje skozi celo življenje; vsakič, ko pride do novih situacij, ki nas nekaj naučijo in preko tega spreminjamo mnenja, pričakovanja in osebnost.
Različne kulture uporabljajo različne metode socializacije, v glavnem se delijo na formalne in neformalne. Formalne metode se praviloma dogajajo v razredu, po navadi so strukturirane, kontrolirane in jih vodi odrasel - učitelj, ki je profesionalen podajalec znanja. Nasprotno pa se neformalna socializacija lahko dogaja povsod. Uči pa se preko ponavljanja nekih določenih spretnosti in z improvizacijo.
Spolna socializacija: Pomemben del socializacije je, naučiti se kakšno spolno vlogo ima vsak posameznik v določeni kulturi. To pomeni, da se naučiš, kaj je primerno za določen spol in kaj ni. To se zgodi preko različnih agentov  socializacije. V tem primeru igra družina najpomembnejšo vlogo, so pa tudi drugi agenti, kot so prijatelji, množični mediji,šole.    
Agenti socializacije so ljudje ali skupine ljudi, ki vplivajo na osebne koncepte, čustva in obnašanje.
1. Družina je najpomembnejši agens socializacije. Družina določa razmerja do boga in način razmišljanja  o prihodnjih ciljih.
2. Šole so organizacije, ki so odgovorne za učenje določenih veščin in vrednot in prostor, kjer poteka formalna socializacija.
3. Množični mediji
4. Religija
5. Država
6. Delovno mesto

Resocializacija je proces, kjer posameznik popolnoma spremeni svoje norme in vedenjske vzorce kot del spremembe v svojem življenju. Resocializacija je lahko intenzivna, ko posameznik doživi hiter prelom s svojim starim življenjem in se nauči in doživi radikalno  nove oblike norm in vrednot. Primer tega je odhod na študijsko izmenjavo v tujino.